# Terremoto de Osaka de 2018
El terremoto de Osaka de 2018 ocurrió el lunes 18 de junio de 2018 a las 07:58 JST (22:58 UTC) al norte de la prefectura de Osaka en la isla de Honshu, en Japón. El terremoto alcanzó los 5,5 y 6,1 grados en la escala sismológica de magnitud de momento (de 6- en la escala sísmica japonesa de 0 a 7) y tuvo lugar a una profundidad de 13 kilómetros.
Según la Agencia Meteorológica de Japón es el terremoto de mayor intensidad ocurrido en esa zona desde que se iniciaron las mediciones en 1923.
Se ha informado de cortes en el servicio de gas en más de 100.000 hogares y edificios en la prefectura de Osaka, mientras que el suministro eléctrico estuvo interrumpido durante un tiempo en otros 170.000 hogares. También se produjeron varios incendios.